# 경남지방노동위원회
경남지방노동위원회(慶南地方勞動委員會, Gyeongnam National Labor Relations Commission)는 노동관계에서 발생하는 노사간의 이익 및 권리분쟁을 신속하고 공정하게 조정·판정하여 산업평화 정착에 기여하기 위해 설립된 대한민국 고용노동부 중앙노동위원회 소속기관으로 경남지방노동위원회 위원장은 고위공무원 가급(1급 상당)의, 상임위원은 고위공무원 나급(2~3급 상당)의 별정직공무원으로 보한다. 경상남도 창원시 의창구 창원대로363번길 22-47, 10층에 위치하고 있다.